# Marcos Peña Ocaña
Marcos Peña Ocaña (Almería, 22 de enero de 2005) es un futbolista español que juega como centrocampista en el F. C. Famalicão de la Primeira Liga.

## Trayectoria
Nacido en Almería, inicia su carrera en la U. D. Pavía antes de unirse al fútbol base del Málaga C. F. en 2017. En 2020 se marchó a la U. D. Almería, donde sería capitán del Juvenil "A" que llegó a la final de la Copa del Rey Juvenil 2023. Ascendió al filial para la Tercera Federación 2023-24, debutando el 10 de septiembre de 2023 al partir como titular en un empate por 0-0 frente al Atlético Malagueño en la Tercera Federación.
Logró debutar con el primer equipo el 17 de marzo de 2024, al partir como titular en una victoria por 1-0 frente a la U. D. Las Palmas en la Primera División. La siguiente temporada fue cedido al Marbella F. C. y el 1 de agosto de 2025 abandonó definitivamente el conjunto almeriense después de ser traspasado al F. C. Famalicão.

## Clubes
Actualizado al último partido disputado el 8 de junio de 2024.
| Club                    | País     | Año       | Partidos | Goles |
| ----------------------- | -------- | --------- | -------- | ----- |
| U. D. Almería "B"       | España   | 2023-2025 | 27       | 2     |
| U. D. Almería           | España   | 2024      | 7        | 0     |
| Marbella F. C. (cedido) | España   | 2024-2025 | 37       | 1     |
| F. C. Famalicão         | Portugal | 2025-     |          |       |